# 藤田信吉
藤田信吉（1559年—1616年7月14日）是日本戰國時代、安土桃山時代和江戶時代初期的武將，山內上杉氏的家臣，父親是藤田（小野）康邦（右衛門佐、泰邦）（另有異說）。下野西方藩的初代藩主。

## 生涯
自從哥哥用土重連被藤田氏邦（康邦的養子）謀殺後，繼承了用土氏及小野氏、天正8年（1580年）8月，接受舊識武田家臣真田昌幸的調略，自北条氏離反，臣從武田氏，並進入沼田城。之後由於上州攻略的軍功成為沼須城主，武田勝賴並授予5700貫。此時回復藤田氏，並從勝賴拜領武田氏的通字「信」字，改名藤田能登守信吉，及迎娶海野信親的女兒。
在武田氏被織田信長消滅以後，一度仕於瀧川一益，本能寺之變後，與上杉家長尾伊賀守內通，率5000兵攻擊瀧川益重及4000兵防守的沼田城，於進攻水曲輪時獲得軍功。但後來一益結合小幡、安中、和田、倉賀野、由良、長尾（館林）、内藤等地約2萬兵北上支援，信吉放棄進攻沼田城，於6月13日夜晚前往投靠上杉景勝。
上杉景勝授予越後長島城，跟隨景勝討伐新發田之亂，攻略新潟城及沼垂城，擊退救援赤谷城的金上盛備率領的蘆名軍，後攻陷五十公野城，天正17年（1589年）進攻佐渡國的本間氏，天正18年（1590年）於小田原征伐擔任上杉軍的先鋒，攻略上野、武藏等地的北条方諸城，屢獲軍功。在慶長3年（1598年）景勝被改封於會津以後，被分封於越後津川城擔任城代，領有1萬5千石。
慶長5年（1600年），以景勝的代理身分上洛祝賀新年，德川家康對他贈送銀兩及名刀青江直次，之後對家康有好感，由於直江兼續有意與家康對立，他開始在兩者之間作出平衡，並曾經對景勝提出諫言不要輕易受到直江兼續挑撥，還前赴大坂為避免雙方開戰而奔走。不過在直江兼續「信吉被家康收買成為內應」的讒言下，與大森城代栗田國時一同被迫出走，向德川秀忠投靠（栗田國時於逃亡時被直江兼續殺害）。信吉後來於京都大德寺剃髮出家，號源心。關原之戰以後，被分封下野國西方1萬5千石，之後改封常陸國的水戶城，還俗後改名為重信。
慶長7年（1602年），佐竹義宣自常陸水戶減移封到出羽秋田時，擔任水戶城接收奉行。慶長20年（1615年）大坂夏之陣後遭到改易。理由是擔任榊原康勝部隊的軍監時言行失態，並對於戰功賞賜不滿等等失言所致。
翌年元和2年（1616年），於信濃奈良井病逝死去，享年58。但是最近的證據指出，他是自殺的。 墓所在栃木縣上都賀郡西方村實相寺。